# Phytoecia mesopotamica
Phytoecia mesopotamica là một loài bọ cánh cứng trong họ Cerambycidae.